# جين قاي غوتييه
جين قاي غوتييه (بالفرنسية: Jean-Guy Gautier)‏ هو لاعب اتحاد الرغبي فرنسي، ولد في 30 ديسمبر 1875 في Jarnac ‏ في فرنسا، وتوفي في 23 أكتوبر 1938 في كونياك في فرنسا.

## وصلات خارجية
- جين قاي غوتييه على موقع أوليمبيديا (الإنجليزية)